# Jean-Achille Benouville
Jean-Achille Benouville (15. juli 1815 i Paris – 8. februar 1891 sammesteds) var en fransk maler, bror til Léon Benouville.
Benouville dyrkede hovedsagelig det "heroiske" landskabsmaleri.